# Astragalus grammocalyx
Astragalus grammocalyx är en ärtväxtart som beskrevs av Pierre Edmond Boissier och Rudolph Friedrich Hohenacker. Astragalus grammocalyx ingår i släktet vedlar, och familjen ärtväxter. Inga underarter finns listade i Catalogue of Life.